# John Blaq
John Blaq (nacido como Kasadha John el 16 de julio de 1996) es un músico, compositor y artista ugandés.
Es conocido por su voz bajo y música dancehall, además de usar la frase [Aya Basi) en la mayoría de sus canciones.

## Infancia y educación
John Blaq asistió a Lwanda Primary School y Hasan Tourabi Primary School para su examen final primario. En 2012, se unió a Bweyogerere Secondary School, donde obtuvo su Certificado de Educación de Uganda (UCE) y el UACE en 2016 y 2018, respectivamente.

## Carrera musical

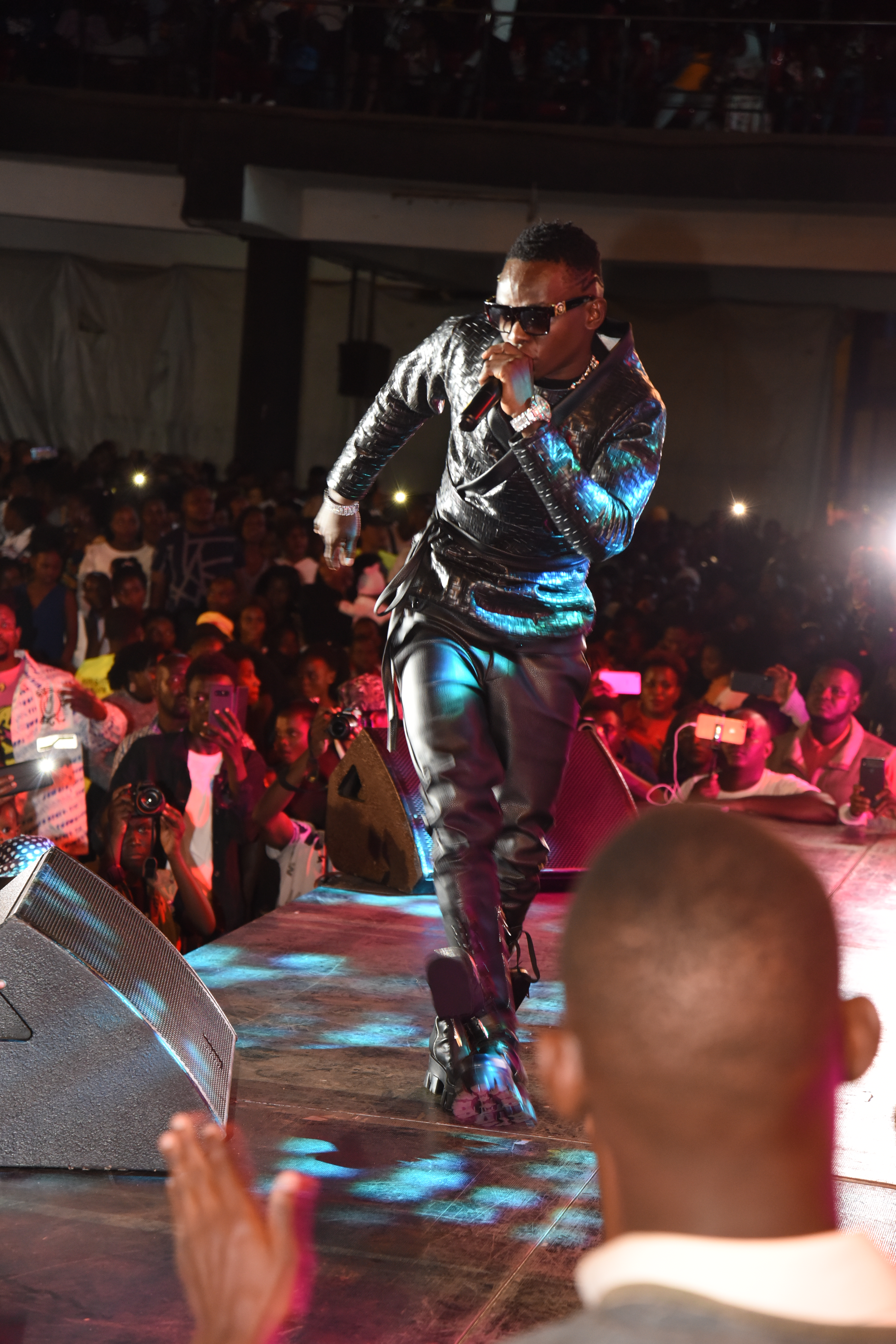
John Blaq.jpg

John Blaq saltó a la fama en 2018 con su sencillo "Tukwatagane". Su primera colaboración fue "Sweet Love" con Vinka, lanzada en diciembre de 2018. Su primer concierto tuvo lugar en Freedom City, Kampala, el 29 de noviembre de 2019 y se llamó Aya Basi Concert.

## Discografía
- Romantic 2018
- Sweet Love con Vinka 2018
- Tukwatagane 2018
- Program con VIP Jemo & Green Daddy 2018
- Kyoyoya con Daddy Andre & Prince Omar 2018
- Obubadi & Messi King DJ 2018
- Makanika 2019
- Maama Bulamu 2019
- Do Dat 2019
- Tewelumya Mutwe 2019
- Ebyalagirwa 2019
- Replace me con Sheebah Karungi & Grenade Official 2019
- Ebintu byo con Ykee Benda 2019
- Tewelumya Mutwe con DJ Shiru & Jowylanda 2019
- "Singa osobola" con Lydia Jazmine 2023
- "Just bu just" 2023
- Nekwataako 2020
- Oli Wamanyi con Slim Prince 2020
- Hullo 2020
- Blessed con Levixone 2020
- Mu Lubiri 2020

## Patrocinios
En septiembre de 2019, Kasadha firmó con Pepsi para la campaña "Tukonectinge Pepsi". En 2019, participó en una campaña contra el embarazo adolescente.